# Chapter Seven: Loud, Fast, and Keep Going
"Chapter Seven: Loud, Fast, and Keep Going" es el séptimo episodio de la primera temporada de la serie de televisión estadounidense de comedia negra Barry. El episodio fue dirigido por el cocreador de la serie Alec Berg y escrito por Liz Sarnoff,  y se emitió originalmente en HBO el 6 de mayo de 2018. En el episodio, Barry (Bill Hader) lidia con las consecuencias del fallido fracaso y comienza a luchar con la moralidad de sus acciones.
El episodio recibió elogios de la crítica, particularmente por la actuación de Hader. En la 70.ª edición de los premios Primetime Emmy, Hader ganó el premio a Mejor Actor Principal en una Serie de Comedia por su actuación en el episodio, mientras que Sarnoff fue nominada a Mejor Escritura para una Serie de Comedia.

## Trama
A raíz de la fallida carrera, Taylor y Vaughn están muertos, y Barry (Bill Hader) y Chris (Chris Marquette) han huido de la escena. Un secuaz de la mafia boliviana encuentra a Barry en el desierto y se prepara para ejecutarlo antes de que Chris lo mate a tiros por detrás. El líder de la mafia boliviana, Cristóbal Sifuentes (Michael Irby), llama a Goran (Glenn Fleshler), le informa sobre los dos soldados muertos y le dice que con gusto habría compartido el escondite si Goran se lo hubiera pedido, pero como su gente fue asesinada, ahora están en guerra. Suponiendo que uno de los muertos es Barry, NoHo Hank (Anthony Carrigan) le dice a Fuches (Stephen Root) que Barry está muerto, lo que provoca que Fuches se derrumbe. Mientras tanto, la policía escucha la llamada entre Sifuentes y Goran, y la detective Moss (Paula Newsome) señala a Barry como el principal sospechoso del asesinato de Ryan Madison debido a su experiencia como infante de marina. Sin embargo, la policía pronto encuentra una copia del libro de Ryan (que le dio a Barry) en el apartamento de Taylor, lo que lleva a Taylor a convertirse en su principal sospechoso.
Barry llega al centro comunitario y Sally (Sarah Goldberg) le informa que la policía encontró dinero en el teatro y que sospechan que Ryan está involucrado con la mafia chechena. En el ensayo, Barry lucha por pronunciar su única línea y Sally y Gene (Henry Winkler) lo reprenden, este último sospecha que Barry está drogado. Más tarde, Barry se encuentra con Chris en un lugar remoto, quien permanece traumatizado por los eventos anteriores. Chris le dice a Barry que para limpiar su conciencia acudirá a las autoridades y confesará. En respuesta, Barry mata a Chris y presenta la escena como un suicidio antes de huir.
Barry regresa al centro comunitario y Sally le dice que un agente de talentos al que ella invitó está entre la audiencia y le ruega que le dé algo con qué trabajar para impresionar al agente. Sin embargo, mientras Barry espera entre bastidores, se siente abrumado por la culpa de matar a Chris y sufre un colapso emocional. Luego sube al escenario y, entre lágrimas, pronuncia su única frase; Sally procede a aprovechar la entrega de Barry para ofrecer una actuación sobresaliente. Después del espectáculo, Gene felicita y elogia a Barry detrás del escenario, pero él sigue abrumado por la culpa y golpea un marco de vidrio en respuesta. De vuelta en el teatro, Sally le dice a Barry que el agente quedó impresionado con su actuación y le agradece a Barry por ayudarla. Después de que Sally se va, Barry se queda solo en el escenario, mirando al público vacío.

## Recepción
El episodio recibió elogios de la crítica, y la actuación de Hader recibió elogios especiales.. Vikram Murthi de The A.V. Club le dio al episodio una calificación A y dijo que "da un giro audaz que hace que todo el programa haga clic de repente". Nick Harley, en una reseña para Den of Geek, elogió el episodio y dijo: "La forma en que Hader y compañía pueden sorprender constantemente y alternar sin esfuerzo entre bromas y drama es completamente fascinante".Al escribir para The Ringer, Alison Herman calificó la actuación de Hader como "absolutamente extraordinaria" y dijo que el episodio no "evitó confrontar a sus espectadores con todo el alcance de la corrupción de Barry".
En la 70.ª edición de los premios Primetime Emmy, Hader recibió el premio a Mejor Actor Principal en una Serie de Comedia por su actuación, mientras que Liz Sarnoff fue nominada a Mejor Guion para una Serie de Comedia.